# (3970) Herran
(3970) Herran (1979 ME9) – planetoida z pasa głównego asteroid okrążająca Słońce w ciągu 4,09 lat w średniej odległości 2,56 j.a. Odkryta 28 czerwca 1979 roku.